# SV Wehen Wiesbaden
Die SV Wehen 1926 Wiesbaden GmbH ist ein Fußballunternehmen aus der hessischen Landeshauptstadt Wiesbaden, in das die Lizenzspielerabteilung und das Nachwuchsleistungszentrum (U19, U17, U16) des Sportvereins Wehen 1926 – Taunusstein e. V. aus dem Taunussteiner Stadtteil Wehen ausgegliedert sind. An der GmbH sind zu 90 Prozent eine Tochtergesellschaft der Hanvest Holding (Familie Hankammer) und zu 10 Prozent der e. V. beteiligt, der gemäß der 50+1-Regel die Stimmenmehrheit innehat.
Im Jahr 2007 gelang dem Verein erstmals der Aufstieg in die 2. Bundesliga. Als Reaktion auf den Aufstieg begann der Bau der Brita-Arena in Wiesbaden, da das bestehende Stadion am Halberg nicht den baulichen, infrastrukturellen, organisatorischen und betrieblichen Anforderungen für die Teilnahme an der zweiten Bundesliga genügte. Im Zuge des Umzugs wurde die Profifußballabteilung des Sportvereins Wehen 1926 – Taunusstein e. V. in die SV Wehen 1926 Wiesbaden GmbH ausgegliedert. Sowohl die Mannschaften der GmbH (Profis, U19, U17, U16) als auch des eingetragenen Vereins (U15, U14, U13, U12, U11) treten unter dem Namen SV Wehen Wiesbaden (kurz Wehen Wiesbaden oder SVWW) an.

## Geschichte

### Die ersten Jahre Amateurfußball, 1926 bis 1987
Der Verein wurde am 1. Januar 1926 mit 39 Mitgliedern gegründet und nahm den Spielbetrieb in der Wiesbadener C-Klasse auf. Zunächst hieß der Verein SV Wehen 1926, doch später wurde der Zusatz Taunusstein angehängt, um den Gästen bei der Anfahrt die Orientierung zu erleichtern. Im Jahr 1927 wurde mit dem Bau des Stadions auf dem Wehener Halberg begonnen. Im Jahr 1933 wurde der Verein auf Anordnung der NS-Administration an den TV 1874 Wehen angeschlossen. Nach dem Ende des Zweiten Weltkrieges erfolgte am 20. März 1946 die Neugründung. Der SV Wehen spielte nun in der B-Klasse Wiesbaden. 1957 wurde der SV Wehen Meister, 1958 und 1959 Vizemeister. 1960 gewann der SVW den Kreis- und den Bezirkspokal. 1965 stieg die Mannschaft in die A-Klasse Wiesbaden auf. Mit 54:0 Punkten und einer Tordifferenz von 117:15 stellte der SV Wehen einen bundesweiten Rekord auf.
1966 wurde der SV Wehen in den hessischen Landessportbund aufgenommen. 1968 stieg die Mannschaft in die Bezirksliga auf und erreichte das Kreispokalendspiel, das man gegen den FC 1934 Wiesbaden-Bierstadt verlor. 1971 stieg der SV Wehen in die A-Klasse Wiesbaden ab. Mit dem Einstieg von Heinz Hankammer 1979 als Hauptsponsor und Präsident begann der Aufstieg des SV Wehen. 1983 stieg der Verein erneut in die Bezirksliga auf, diesmal hielt er sich mit einer kurzen Unterbrechung 1985 bis ins Jahr 1987, in dem er in die Landesliga aufstieg.

### Der große Aufstieg des SV Wehen, 1988 bis 2007
Mit der Landesliga-Meisterschaft 1989 kam es zu einem weiteren Aufstieg in die Oberliga. 1994 gelang erstmals der Aufstieg in die Regionalliga, 2003 und 2004 erreichte die Mannschaft jeweils den siebten Tabellenplatz der Regionalliga Süd, und 2005 wurde der Aufstieg in die 2. Bundesliga nur knapp verpasst. 2006 erreichte der Verein erneut den dritten Tabellenplatz in der Regionalliga Süd und stellte mit Maximilian Nicu auch den Torschützenkönig. In der Spielzeit 2006/07 gelang dann durch den 2:0-Sieg beim FK Pirmasens nach 81 Jahren Vereinsbestehen der erstmalige Aufstieg in die 2. Bundesliga. Zu den weiteren Erfolgen zählt der Gewinn des Hessenpokals in den Jahren 1988, 1996 und 2000, wodurch sich der Verein für den DFB-Pokal in der jeweils folgenden Saison qualifizierte. Außerdem war der SV Wehen 1992 als unterlegener Hessenpokal-Finalist für den DFB-Pokal qualifiziert.

### Profifußball als SV Wehen Wiesbaden, seit 2007
Seit der Saison 2007/08 trägt die Mannschaft ihre Heimspiele nicht mehr im Wehener Stadion am Halberg aus, da es nicht den Anforderungen der Deutschen Fußballliga (DFL) entsprach. Man entschied sich gegen eine Erweiterung und für einen Stadion-Neubau in Wiesbaden, die Brita-Arena. Seit der Umsiedlung nach Wiesbaden nennt sich die Fußballabteilung SV Wehen Wiesbaden und gab sich ein eigenes Logo. Die Profifußball-Abteilung wurde 2008 in die neugegründete SV Wehen 1926 Wiesbaden GmbH mit Sitz in Wiesbaden ausgegliedert. Auf den neuen Standort verweist auch das seit 2007 verwendete Logo, das neben dem zweiten „W“ für Wiesbaden auch die drei Lilien – das Wappen der Landeshauptstadt – zeigt. Von einer zunächst vorgesehenen Umbenennung des Gesamtvereins durch die Mitgliederversammlung nahm das Präsidium wieder Abstand. Hintergrund ist eine Vereinbarung mit der Stadt Taunusstein über Zuschüsse, die die Stadt für den Ausbau des Jugendleistungszentrums am Halberg zahlt, die entfallen würden, wenn der Verein endgültig nach Wiesbaden abwandert und seinen Namen entsprechend ändert.

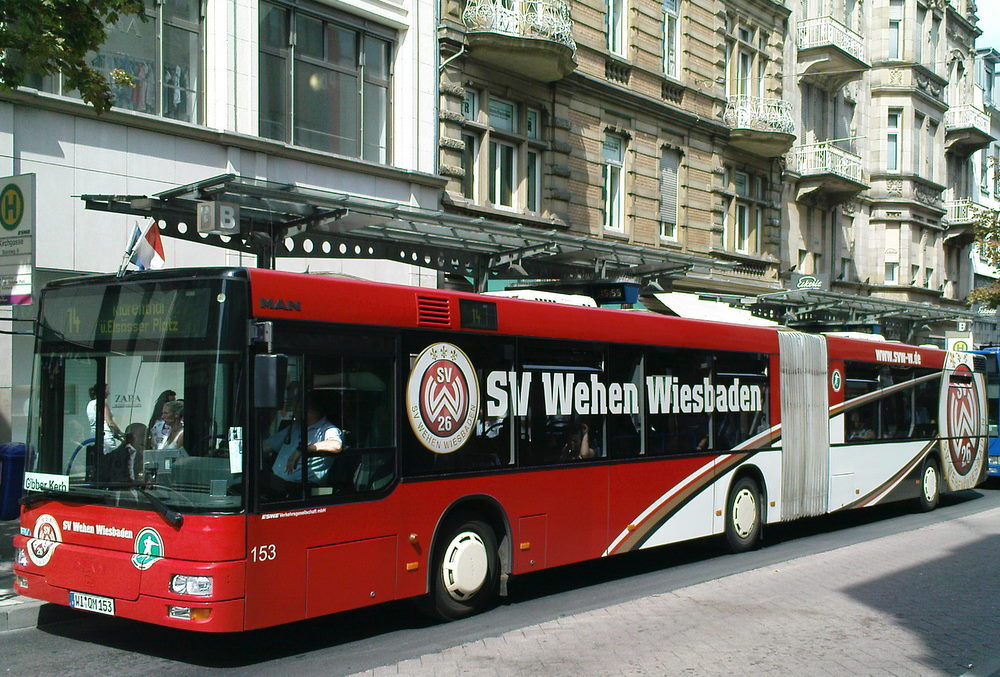
Wiesbadener Stadtbus mit Vereinslogo

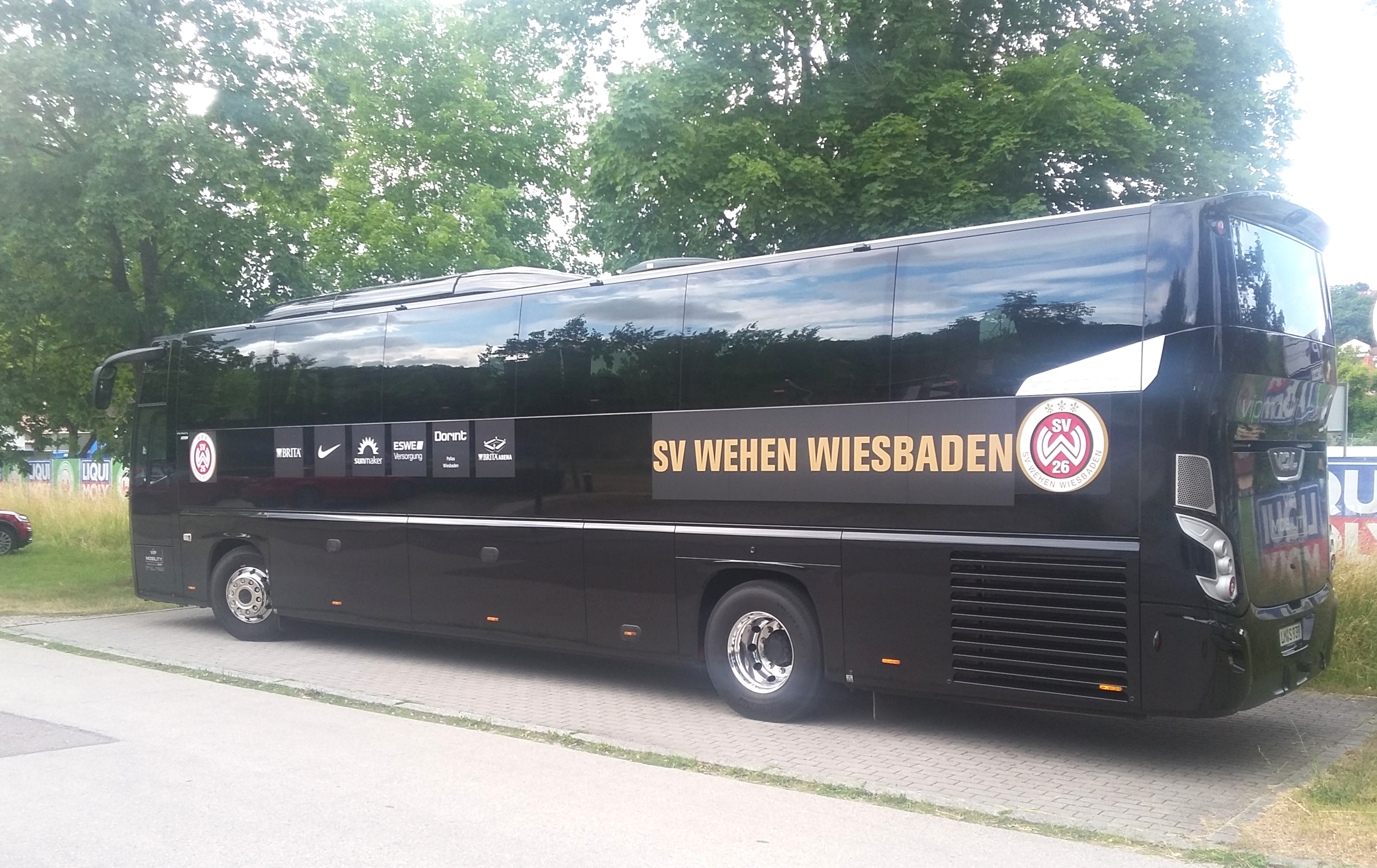
Mannschaftsbus des SV Wehen Wiesbaden beim Testspiel gegen den VfB Eichstätt am 7. Juli 2019

Einer der Gründe für den Umzug in das 10 km entfernte Wiesbaden war die Infrastruktur. Die am östlichen Stadtrand gelegene Brita-Arena ist einfach und schnell mit dem Zug und dem Bus zu erreichen. Der Hauptbahnhof Wiesbaden ist in fünfzehn Minuten Fußweg zu erreichen, und ausreichend Parkplätze sind ebenfalls vorhanden. Das Stadion am Halberg in Wehen hingegen bot nur wenige Parkplätze und konnte nur schwierig per Bus erreicht werden; in Taunusstein gibt es zwar einen Busbahnhof, seit 1983 jedoch keine Zuganbindung mehr. Dementsprechend waren auch die Zuschauerzahlen in Wehen sehr gering (in der Saison 2005/06 im Schnitt 688 und 2006/07 1062 Zuschauer) und so wollte man durch den Umzug in die Landeshauptstadt auch ein breiteres Publikum ansprechen, was auch gelungen ist: Der Zuschauerschnitt erhöhte sich in der ersten Zweitligasaison seit dem Umzug nach Wiesbaden auf rund 9000 und von einem Großteil der fußballinteressierten Wiesbadener Bevölkerung wird der SVWW mittlerweile als Wiesbadener Mannschaft akzeptiert. Die neue Popularität des SVWW wurde zum einen durch den guten Saisonstart begünstigt, zum anderen profitierte der Verein auch von der fehlenden innerstädtischen Konkurrenz, insbesondere dem Absturz des Traditionsvereins SV Wiesbaden in die siebte Liga.

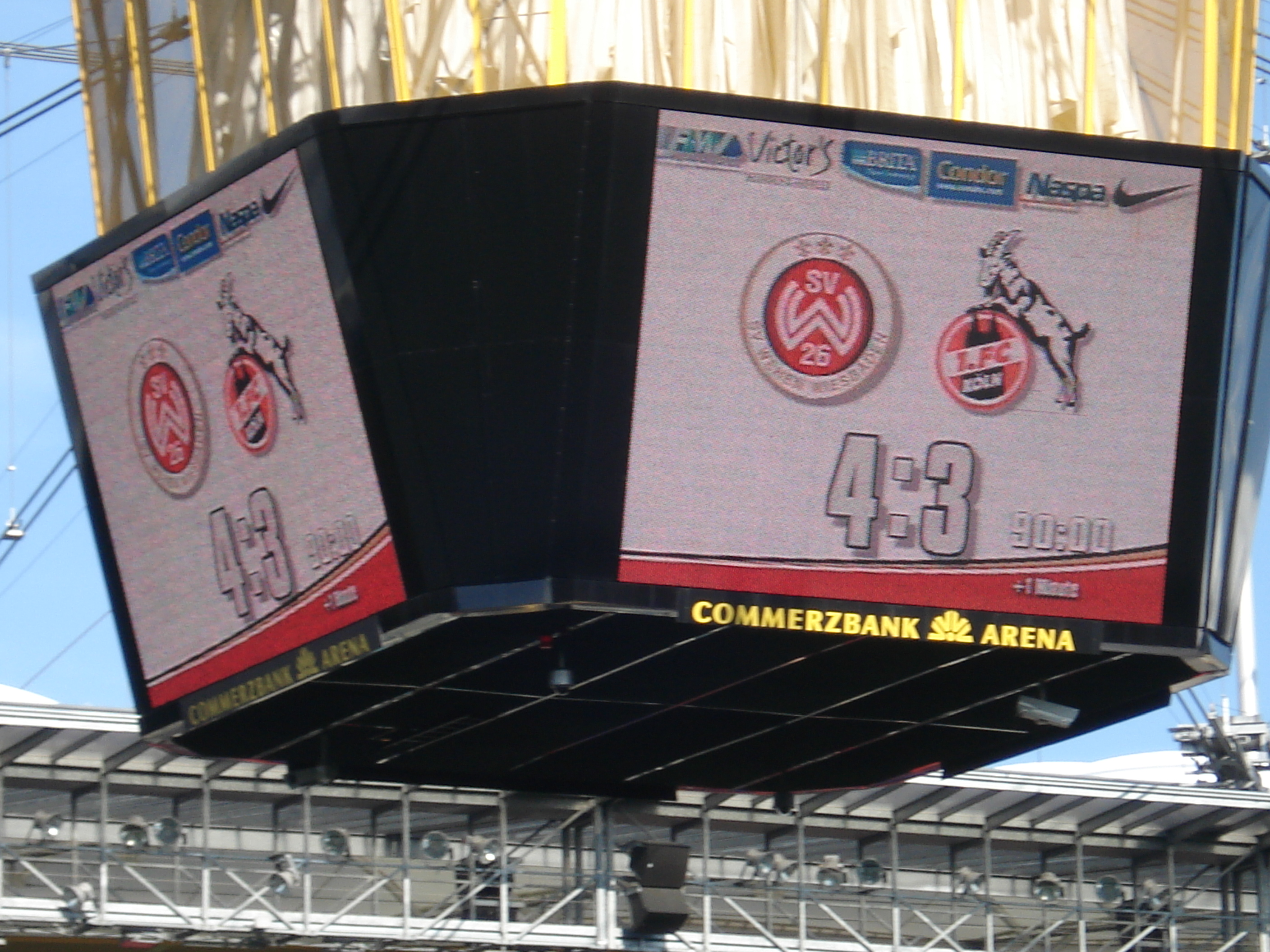
Im September 2007 gewann Wehen Wiesbaden mit 4:3 gegen den 1. FC Köln

Der Start in die erste Zweitligasaison verlief für die Hessen durchaus erfolgreich. Keines der ersten vier Saisonspiele in der Commerzbankarena wurde verloren. Nach der Hälfte der Hinrunde befand sich die Mannschaft in der Spitzengruppe der Liga. Nach dem Umzug in die Wiesbadener Brita-Arena begann eine Phase schlechter Ergebnisse: Das Eröffnungsspiel verlor man mit 1:2 gegen den Erstligisten Borussia Dortmund, und auch in den kommenden sechs Heimspielen konnte der SVWW nicht gewinnen. In der ersten Zweitligasaison wurden drei Siege und vier Unentschieden im neuen Stadion verbucht. Aufgrund der guten Auswärtsbilanz erreichte der SVWW jedoch am Saisonende den achten Tabellenplatz.
Zudem stellte der SV Wehen Wiesbaden zwei Rekorde des deutschen Profifußballs auf: Am 8. Spieltag im Spiel gegen den 1. FC Köln schoss Ronny König den schnellsten Hattrick (in 7 Minuten) in der Geschichte der 2. Fußball-Bundesliga, und am 9. Spieltag erzielte Benjamin Siegert im Spiel gegen Greuther Fürth das schnellste Tor (8 Sekunden nach Anpfiff) im deutschen Profifußball überhaupt.
In der Saison 2008/09 erwischte der SVWW einen schlechten Start und überwinterte in der 2. Bundesliga auf dem vorletzten Tabellenplatz. Trainer Christian Hock wurde daraufhin entlassen und durch Wolfgang Frank ersetzt, der jedoch bereits am 23. März 2009 wegen anhaltenden Misserfolgs – die Mannschaft lag zu diesem Zeitpunkt auf dem letzten Tabellenplatz – von seiner Tätigkeit entbunden und durch den zuvor noch als Spieler aktiven Sandro Schwarz ersetzt wurde. Doch auch der erneute Trainerwechsel konnte nicht den Abstieg in die 3. Liga verhindern. Wegen der schwachen Leistungen sank in der Abstiegssaison auch der Zuschauerschnitt auf 7.800. Erfolgreicher verlief die Spielzeit im DFB-Pokal, wo der SV Wehen Wiesbaden das Viertelfinale erreichte und erst durch eine 1:2-Niederlage beim Hamburger SV ausschied.
In der ersten Drittligasaison 2009/10 startete der SVWW erneut sehr schwach und stand nach sechs Spieltagen auf dem letzten Tabellenplatz. Nach einer Serie von sieben Spielen ohne Niederlage stabilisierte sich die Mannschaft vorübergehend im Mittelfeld, bevor sie erneut in untere Tabellenregionen abrutschte. Trainer Hans Werner Moser wurde am 9. Februar 2010 entlassen. Unter seinem Nachfolger Gino Lettieri verlor die Mannschaft die ersten drei Spiele, steigerte sich dann jedoch und sicherte am 35. Spieltag den Klassenverbleib.
In der Saison 2010/11 kratzte die Mannschaft von Gino Lettieri immer wieder an den Aufstiegsplätzen, und bis zum letzten Spieltag bestand die Möglichkeit, einen Relegationsplatz zu erreichen. Doch am 38. Spieltag verpasste der SVWW trotz eines Sieges in Bremen knapp die Relegation. Mit dem 4. Platz in der Liga und dem Gewinn des Hessenpokals durch einen 3:0-Sieg gegen den KSV Hessen Kassel sicherte sich die Mannschaft die Teilnahme am DFB-Pokal.
Ende Juli 2011 startete der SVWW mit dem DFB-Pokalspiel gegen den VfB Stuttgart in die neue Saison. Vor heimischem Publikum musste der SVWW sich mit 1:2 geschlagen geben und verpasste den Einzug in die 2. Runde des Pokals. Im Oktober 2011 gewann der SVWW das Duell mit den Kickers Offenbach mit 3:1.
Während der Saison 2011/12 konnte der SVWW selten die Erwartungen der Fans und des Umfelds erfüllen und fand sich trotz namhafter Spieler meistens im unteren Mittelfeld der Tabelle wieder. Nach einer 0:2-Niederlage im Februar 2012 beim VfL Osnabrück und dem Abrutschen auf Tabellenplatz 13 wurde Trainer Gino Lettieri von seinen Pflichten entbunden und der ehemalige Trainer von Hansa Rostock, Peter Vollmann, als Nachfolger präsentiert. Die Mannschaft verschlechterte sich trotz des Trainerwechsels in der Tabelle noch weiter, schaffte aber am vorletzten Spieltag den Klassenverbleib. Im Dezember 2012 wurde zudem mit Michael Feichtenbeiner ein neuer Sportdirektor präsentiert. In der Saison 2012/13 schaffte die Mannschaft nach mäßiger Hinrunde immerhin den 7. Tabellenplatz. Nach einem guten Start in der Saison 2013/14 wurde der Cheftrainer Peter Vollmann nach einer Serie von sieglosen Spielen entlassen; unter seinem Nachfolger Marc Kienle erreichte der SVWW immerhin noch den 4. Tabellenplatz und qualifizierte sich damit erstmals seit 2011 wieder für den DFB-Pokal. Nachdem in der Folgesaison wiederum nach einer starken Hinrunde im Frühjahr 2015 die Aufstiegschancen verspielt worden waren, wurde auch Kienle von seinen Aufgaben entbunden, doch auch dem Interimstrainer Christian Hock gelang es nicht, die Leistungen der Mannschaft zu stabilisieren. 2016 konnte der SVWW erst am letzten Spieltag durch ein Tor in der Nachspielzeit zum 3:1 gegen VfB Stuttgart II den Abstieg vermeiden. Auch in der Saison 2016/17 geriet Wehen Wiesbaden in Abstiegsgefahr, konnte sich nach einem erneuten Trainerwechsel – Rüdiger Rehm ersetzte den zurückgetretenen Torsten Fröhling – durch eine starke Rückrunde immerhin auf Platz 7 vorarbeiten und qualifizierte sich durch den Gewinn des Hessenpokals nach einem 5:4-Sieg im Elfmeterschießen gegen SV Rot-Weiß Hadamar für den DFB-Pokal. Auch 2018 gelang dem SVWW nicht der Aufstieg, nachdem die Mannschaft lange Zeit den 3. Platz belegt hatte, aber durch eine Niederlagenserie am Saisonende noch auf Platz 4 abrutschte. Erst 2019 gelang, nachdem die Mannschaft die Saison mit Platz 3 abgeschlossen hatte, in den Relegationsspielen gegen den FC Ingolstadt der Wiederaufstieg in die 2. Bundesliga, aus der sie jedoch zum Saisonende wieder abstieg.
In der Relegation der Saison 2022/23 gegen Arminia Bielefeld gelang als Drittligist der Wiederaufstieg in die 2. Bundesliga, aus der der SVWW jedoch erneut bereits nach einem Jahr als 16. nach dem mit 1:2 verlorenen Rückspiel in der Relegation der Saison 2023/24 abstieg.

### Bilanz seit 1978
| Saison                                                                                            | Liga                    | Ligaebene | Platz | S  | U  | N  | Tore   | Punkte | ⌀ Zuschauer | DFB-Pokal     | Hessenpokal   |
| ------------------------------------------------------------------------------------------------- | ----------------------- | --------- | ----- | -- | -- | -- | ------ | ------ | ----------- | ------------- | ------------- |
| 1978/79                                                                                           | Kreisliga A Wiesbaden   | 6         | 05.   | 12 | 12 | 08 | 071:55 | 36-28  |             |               |               |
| 1979/80                                                                                           | Kreisliga A Wiesbaden   | 6         | 05.   | 17 | 06 | 11 | 059:60 | 40-28  |             |               |               |
| 1980/81                                                                                           | Kreisliga A Wiesbaden   | 6         | 09.   | 16 | 05 | 13 | 070:64 | 37-31  |             |               |               |
| 1981/82                                                                                           | Kreisliga A Wiesbaden   | 6         | 10.   | 08 | 12 | 12 | 065:70 | 28-36  |             |               |               |
| 1982/83                                                                                           | Kreisliga A Wiesbaden   | 6         | 01.   | 22 | 06 | 04 | 086-35 | 50-14  |             |               |               |
| 1983/84                                                                                           | Bezirksliga Wiesbaden   | 5         | 15.   | 10 | 06 | 16 | 046:76 | 26-38  |             |               |               |
| 1984/85                                                                                           | Bezirksliga Wiesbaden   | 5         | 16.   | 09 | 05 | 18 | 059:92 | 23-41  |             |               |               |
| 1985/86                                                                                           | Kreisliga A Wiesbaden   | 6         | 01.   | 26 | 06 | 0  |        | 58-06  |             |               |               |
| 1986/87                                                                                           | Bezirksliga Wiesbaden   | 5         | 01.   |    |    |    | 123:39 | 54-10  |             |               |               |
| 1987/88                                                                                           | Landesliga Hessen Mitte | 4         | 05.   | 16 | 07 | 09 | 073:52 | 39-25  |             | –             | Pokalsieger   |
| 1988/89                                                                                           | Landesliga Hessen Mitte | 4         | 01.   | 23 | 01 | 06 | 092:36 | 47-13  |             | Achtelfinale  |               |
| 1989/90                                                                                           | Oberliga Hessen         | 3         | 04.   | 18 | 08 | 08 | 052:40 | 44-22  | 01.479      | –             |               |
| 1990/91                                                                                           | Oberliga Hessen         | 3         | 05.   | 14 | 09 | 11 | 068:59 | 37-31  | .00803      | –             |               |
| 1991/92                                                                                           | Oberliga Hessen         | 3         | 11.   | 07 | 13 | 12 | 043:57 | 27-37  | .00538      | –             | Finale        |
| 1992/93                                                                                           | Oberliga Hessen         | 3         | 09.   | 11 | 09 | 12 | 057:53 | 31-33  |             | 1. Runde      |               |
| 1993/94                                                                                           | Oberliga Hessen         | 3         | 03.   | 15 | 13 | 06 | 068:42 | 43-25  | .00876      | –             |               |
| 1994/95                                                                                           | Regionalliga Süd        | 3         | 17.   | 06 | 06 | 22 | 037:78 | 18-50  | .00621      | –             |               |
| 1995/96                                                                                           | Oberliga Hessen         | 4         | 07.   | 15 | 13 | 08 | 069:45 | 58     |             | –             | Pokalsieger   |
| 1996/97                                                                                           | Oberliga Hessen         | 4         | 01.   | 16 | 05 | 03 | 109:23 | 83     | .00864      | 1. Runde      |               |
| 1997/98                                                                                           | Regionalliga Süd        | 3         | 13.   | 09 | 08 | 15 | 050:56 | 35     | 01.182      | –             |               |
| 1998/99                                                                                           | Regionalliga Süd        | 3         | 06.   | 15 | 06 | 13 | 048:57 | 51     | .00805      | –             | Achtelfinale  |
| 1999/00                                                                                           | Regionalliga Süd        | 3         | 13.   | 11 | 10 | 13 | 046:52 | 43     | .00638      | –             | Pokalsieger   |
| 2000/01                                                                                           | Regionalliga Süd        | 3         | 11.   | 12 | 08 | 14 | 041:49 | 44     | 01.081      | 2. Runde      | Finale        |
| 2001/02                                                                                           | Regionalliga Süd        | 3         | 06.   | 14 | 12 | 08 | 050:45 | 54     | .00947      | –             | Viertelfinale |
| 2002/03                                                                                           | Regionalliga Süd        | 3         | 07.   | 13 | 11 | 12 | 052:47 | 50     | .00912      | –             | Finale        |
| 2003/04                                                                                           | Regionalliga Süd        | 3         | 07.   | 12 | 13 | 09 | 047:47 | 49     | 01.186      | –             | Viertelfinale |
| 2004/05                                                                                           | Regionalliga Süd        | 3         | 03.   | 19 | 06 | 09 | 055:38 | 63     | 01.502      | –             | Viertelfinale |
| 2005/06                                                                                           | Regionalliga Süd        | 3         | 03.   | 17 | 06 | 11 | 063:46 | 57     | .00688      | –             | Halbfinale    |
| 2006/07                                                                                           | Regionalliga Süd        | 3         | 01.   | 21 | 09 | 04 | 058:25 | 72     | 01.062      | –             | Viertelfinale |
| 2007/08                                                                                           | 2. Bundesliga           | 2         | 08.   | 11 | 11 | 12 | 047:53 | 44     | 09.048      | 1. Runde      | –             |
| 2008/09                                                                                           | 2. Bundesliga           | 2         | 18.   | 05 | 12 | 17 | 041:59 | 27     | 07.801      | Viertelfinale | –             |
| 2009/10                                                                                           | 3. Liga                 | 3         | 15.   | 13 | 08 | 17 | 052:64 | 47     | 03.691      | 1. Runde      | Halbfinale    |
| 2010/11                                                                                           | 3. Liga                 | 3         | 04.   | 18 | 10 | 10 | 055:39 | 64     | 04.166      | –             | Pokalsieger   |
| 2011/12                                                                                           | 3. Liga                 | 3         | 16.   | 10 | 14 | 14 | 040:48 | 44     | 03.503      | 1. Runde      | Viertelfinale |
| 2012/13                                                                                           | 3. Liga                 | 3         | 07.   | 11 | 18 | 09 | 051:51 | 51     | 03.360      | –             | Finale        |
| 2013/14                                                                                           | 3. Liga                 | 3         | 04.   | 15 | 11 | 12 | 043:44 | 56     | 03.290      | –             | Halbfinale    |
| 2014/15                                                                                           | 3. Liga                 | 3         | 09.   | 15 | 08 | 15 | 054:44 | 53     | 03.500      | 1. Runde      | Halbfinale    |
| 2015/16                                                                                           | 3. Liga                 | 3         | 16.   | 09 | 16 | 13 | 035:48 | 43     | 02.600      | –             | Finale        |
| 2016/17                                                                                           | 3. Liga                 | 3         | 07.   | 14 | 11 | 13 | 045:42 | 53     | 02.238      | –             | Pokalsieger   |
| 2017/18                                                                                           | 3. Liga                 | 3         | 04.   | 21 | 05 | 12 | 076:39 | 68     | 02.580      | 2. Runde      | Halbfinale    |
| 2018/19                                                                                           | 3. Liga                 | 3         | 03.   | 22 | 04 | 12 | 071:47 | 70     | 03.153      | 2. Runde      | Pokalsieger   |
| 2019/20                                                                                           | 2. Bundesliga           | 2         | 17.   | 09 | 07 | 18 | 045:65 | 34     | 03.727      | 1. Runde      | –             |
| 2020/21                                                                                           | 3. Liga                 | 3         | 06.   | 15 | 11 | 12 | 057:53 | 56     | .00109      | 2. Runde      | Pokalsieger   |
| 2021/22                                                                                           | 3. Liga                 | 3         | 08.   | 14 | 09 | 13 | 049:44 | 51     | 02.286      | 1. Runde      | 3. Runde      |
| 2022/23                                                                                           | 3. Liga                 | 3         | 04.   | 21 | 07 | 10 | 071:51 | 70     | 04.297      | –             | Halbfinale    |
| 2023/24                                                                                           | 2. Bundesliga           | 2         | 16.   | 08 | 08 | 18 | 036:50 | 32     | 09.451      | 1. Runde      | –             |
| 2024/25                                                                                           | 3. Liga                 | 3         | 09.   | 15 | 10 | 13 | 059:60 | 55     | 04.197      | 1. Runde      | Pokalsieger   |
| 2025/26                                                                                           | 3. Liga                 | 3         |       |    |    |    |        |        |             |               |               |
| Anmerkung: Grün unterlegte Spielzeiten kennzeichnen einen Aufstieg, rot unterlegte einen Abstieg. |                         |           |       |    |    |    |        |        |             |               |               |

### Ewige Tabellen
- Platz 1 in der Ewigen Tabelle der 3. Fußball-Liga
- Platz 91 in der Ewigen Tabelle der 2. Fußball-Bundesliga

Stand sämtlicher Angaben: Saisonende 2024/25

### Größte Erfolge
- Aufstieg in die 2. Bundesliga: 2007 (als Meister der Regionalliga Süd), 2019, 2023
- Hessenpokalsieger: 1988, 1996, 2000, 2011, 2017, 2019, 2021, 2025
- Meister der Oberliga Hessen: 1997

## GmbH und Verhältnis zu Hanvest/Brita
Am 27. August 2008 wurde auf einer außerordentlichen Mitgliederversammlung des Sportverein Wehen 1926 – Taunusstein e. V. über den Antrag des Präsidiums um Heinz Hankammer (1931–2016) abgestimmt, der die Ausgliederung der Lizenzspielerabteilung und des Nachwuchsleistungszentrums (U19, U17, U16) in eine GmbH zum Ziel hatte. Hankammer, Gründer des örtlichen Familienunternehmens Brita, hatte den Verein bereits zuvor unterstützt, wodurch 2007 erstmals der Aufstieg in die 2. Bundesliga gelungen war. Der Antrag wurde ohne Gegenstimme angenommen, woraufhin die Ausgliederung rückwirkend zum 30. Juni 2008 in die am 18. Juli 2008 gegründete SV Wehen 1926 Wiesbaden GmbH mit Sitz in der hessischen Landeshauptstadt Wiesbaden wirksam wurde. Das Stammkapital beträgt 2,5 Millionen Euro, von denen 2,25 Millionen Euro (90 Prozent) die FI Fußball Invest GmbH & Co. KG einbrachte. Die übrigen 250.000 Euro (10 Prozent) brachte der e. V. ein, der gemäß der 50+1-Regel die Stimmenmehrheit bei der Gesellschafterversammlung innehat. Die FI Fußball Invest GmbH & Co. KG gehört wie die Brita GmbH zur Hanvest Holding, die die Beteiligungen der Familie Hankammer verwaltet. Die Gesellschaften werden von Heinz Hankammers Sohn Markus geführt, der seit November 2010 auch Präsident des Sportverein Wehen 1926 – Taunusstein e. V. ist und in diesem Amt seinem Vater nachfolgte.
Im Januar 2020 gab Markus Hankammer in einem Interview mit der Frankfurter Allgemeinen Zeitung an, dass die SV Wehen 1926 Wiesbaden GmbH noch immer eine „relativ hohe Abhängigkeit“ von ihm und dem Familienunternehmen, das zugleich als Hauptsponsor und Namenssponsor für das Stadion auftritt, aufweist und dass keine Anteilsverkäufe geplant seien. Zudem ist die Hanvest Holding über eine Tochtergesellschaft Eigentümerin der Brita-Arena. Der Stadionbau belastete den e. V. mit Verbindlichkeiten in Höhe von etwa 15 Millionen Euro. Nach der Ausgliederung verkaufte der e. V. das Stadion an die Hanvest-Tochter Stadion Berliner Straße GmbH & Co. KG, die das Stadion seither an die SV Wehen 1926 Wiesbaden GmbH vermietet. Dadurch wurde der e. V. „im Prinzip schuldenfrei“.

## Personal

### Aktueller Kader 2025/26
- Stand: 13. August 2025[10]

| Nr.        | Nat.        | Spieler                | Geburtsdatum       | im Verein seit | letzter Verein                |         |
| Torwart    | Torwart     | Torwart                | Torwart            | Torwart        | Torwart                       | Torwart |
| ---------- | ----------- | ---------------------- | ------------------ | -------------- | ----------------------------- | ------- |
| 16         | Deutschland | Florian Stritzel       | 31. Januar 1994    | 2021           | SV Darmstadt 98               |         |
| 31         | Deutschland | Noah Brdar             | 11. August 2005    | 2018           | Eintracht Frankfurt [Jugend]  |         |
| 41         | Deutschland | Finn Ludwig            | 10. März 2006      | 2024           | Eintracht Frankfurt [Jugend]  |         |
| Abwehr     |             |                        |                    |                |                               |         |
| 03         | Deutschland | Marius Wegmann         | 3. September 1998  | 2024           | Würzburger Kickers            |         |
| 04         | Deutschland | Sascha Mockenhaupt     | 10. September 1991 | 2017           | FK Bodø/Glimt                 |         |
| 05         | Deutschland | Niklas May             | 10. April 2002     | 2025           | Viktoria Köln                 |         |
| 15         | Deutschland | Justin Janitzek        | 10. Februar 2004   | 2024           | FC Bayern München II          |         |
| 17         | Deutschland | Ben NinkU19            | 4. Juli 2007       | 2019           | VfR Niedertiefenbach [Jugend] |         |
| 19         | Deutschland | Florian Hübner         | 1. März 1991       | 2024           | 1. FC Nürnberg                |         |
| 24         | Deutschland | Tim NeubertU19         | 23. Mai 2007       | 2019           | JFV Hohenstein [Jugend]       |         |
| 26         | Deutschland | Jakob Lewald           | 26. Februar 1999   | 2025           | SV Sandhausen                 |         |
| 27         | Belgien     | Jordy Gillekens        | 18. Februar 2000   | 2025           | Francs Borains                |         |
| 33         | Osterreich  | Felix Luckeneder       | 21. März 1994      | 2024           | LASK                          |         |
| 36         | Marokko     | Nassim El Ouarti       | 12. Januar 2005    | 2019           | 1. FSV Mainz 05 [Jugend]      |         |
| Mittelfeld |             |                        |                    |                |                               |         |
| 06         | Deutschland | Gino Fechner           | 5. September 1997  | 2021           | KFC Uerdingen 05              |         |
| 07         | Deutschland | Ivan Franjić           | 8. September 1997  | 2024           | Würzburger Kickers            |         |
| 08         | Deutschland | Donny Bogićević        | 8. Oktober 2001    | 2025           | Viktoria Köln                 |         |
| 10         | Deutschland | Robin Kalem            | 14. Juli 2002      | 2025           | Hannover 96 II                |         |
| 11         | Turkei      | Tarik Gözüsirin        | 8. August 2001     | 2024           | VfB Lübeck                    |         |
| 14         | Deutschland | Orestis Kiomourtzoglou | 7. Mai 1998        | 2024           | SpVgg Greuther Fürth          |         |
| 18         | Deutschland | Fabian Greilinger      | 13. September 2000 | 2024           | TSV 1860 München              |         |
| 20         | Irland      | Ryan Johansson         | 15. Februar 2001   | 2024           | SC Freiburg                   |         |
| 22         | Deutschland | Milad Nejad            | 29. Juni 2004      | 2025           | Hamburger SV II               |         |
| Sturm      |             |                        |                    |                |                               |         |
| 09         | Deutschland | Simon Stehle           | 17. September 2001 | 2025           | 1. FC Saarbrücken             |         |
| 21         | Deutschland | Ole Wohlers            | 23. Juli 2000      | 2024           | FC Teutonia 05 Ottensen       |         |
| 25         | Niederlande | Nikolas Agrafiotis     | 25. April 2000     | 2024           | Excelsior Rotterdam           |         |
| 28         | Deutschland | Moritz Flotho          | 26. Mai 2002       | 2024           | SC Paderborn 07               |         |
| 29         | Deutschland | Fatih Kaya             | 13. November 1999  | 2024           | VV St. Truiden                |         |
| 37         | Deutschland | Lukas Schleimer        | 9. Dezember 1999   | 2025           | 1. FC Nürnberg                |         |
| 44         | Deutschland | Jan BeckerU19          | 12. April 2007     | 2024           | 1. FSV Mainz 05 [Jugend]      |         |

### Transfers der Saison 2025/26
Stand: 13. August 2025
| Zugänge | Abgänge |
| Sommer 2025 | Sommer 2025 |
| --- | --- |
| - Donny Bogićević (Viktoria Köln) - Jordy Gillekens (RFC Seraing) - Robin Kalem (Hannover 96 II) - Niklas May (Viktoria Köln) - Milad Nejad (Hamburger SV II) - Lukas Schleimer (1. FC Nürnberg) - Simon Stehle (1. FC Saarbrücken) | - Mohamed Amsif (Karriereende; zukünftig Torwarttrainer beim SVWW) - Nick Bätzner (SC Paderborn 07) - Florian Carstens (Hansa Rostock) - Amin Farouk (FSV Frankfurt) - Thijmen Goppel (Bali United) - Bjarke Jacobsen (VfL Osnabrück) - Franko Kovačević (NK Celje) * - Arthur Lyska (SV Sandhausen) - Nico Rieble (Ziel unbekannt) - Emanuel Taffertshofer (Akritas Chlorakas) |
| nach Saisonbeginn | |
| - Jakob Lewald (SV Sandhausen) | |

### Aktueller Trainerstab
| Nat.               | Name              | Funktion              |             |
| Trainerstab        | Trainerstab       | Trainerstab           | Trainerstab |
| ------------------ | ----------------- | --------------------- | ----------- |
| Deutschland        | Nils Döring       | Cheftrainer           |             |
| Deutschland        | Frank Steinmetz   | Co-Trainer            |             |
| Argentinien        | Giuliano Modica   | Co-Trainer            |             |
| Deutschland        | Mohamed Amsif     | Torwarttrainer        |             |
| Deutschland        | Phil Weimer       | Spiel-Analyst         |             |
| Deutschland        | Sebastian Wagener | Athletik-Trainer      |             |
| Deutschland        | Dominik Hönig     | Athletik-Trainer      |             |
| Sportliche Leitung |                   |                       |             |
| Deutschland        | Uwe Stöver        | Geschäftsführer Sport |             |

### Bekannte ehemalige Spieler
Eine Auswahl ehemaliger und aktueller Bundesligaspieler, die in der Vergangenheit auch für die Herrenmannschaft des SVWW gespielt haben:
- Robert Andrich (später 1. FC Union Berlin, Bayer 04 Leverkusen)
- Antônio da Silva (später 1. FSV Mainz 05, VfB Stuttgart, Borussia Dortmund)
- Daniel Gunkel (später 1. FSV Mainz 05, Energie Cottbus)
- Benedict Hollerbach (später 1. FC Union Berlin)
- Benjamin Hübner (später FC Ingolstadt 04, TSG 1899 Hoffenheim)
- Bruno Hübner (vorher 1. FC Kaiserslautern)
- Mohamadou Idrissou (später Hannover 96, MSV Duisburg, SC Freiburg, Borussia Mönchengladbach)
- Thomas Lasser (später Eintracht Frankfurt)
- Stefan Lexa (später Eintracht Frankfurt, 1. FC Kaiserslautern)
- Maximilian Nicu (später Hertha BSC, SC Freiburg)
- Bernhard Raab (vorher Karlsruher SC)
- Thomas Reichenberger (später Bayer 04 Leverkusen, Eintracht Frankfurt)
- Phillip Tietz (später FC Augsburg)
- Richard Walz (vorher Fortuna Düsseldorf)
- Thomas Zampach (später Eintracht Frankfurt)

(In Klammern die Vereine, für die der Spieler in der 1. Bundesliga aktiv war bzw. ist. Berücksichtigt wurden nur Spieler mit mind. 30 Bundesligaeinsätzen und mind. 30 Pflichtspielen für den SVWW.)
Eine Auswahl ehemaliger und aktueller Profifußballer, die in der Vergangenheit für Jugendmannschaften des SVWW gespielt haben:
- Tim Albutat (später SC Freiburg, MSV Duisburg)
- Daniel Döringer (später u. a. SVWW (Herren))
- Florian Hübner (später SVWW (Herren), SV Sandhausen, Hannover 96, 1. FC Union Berlin)
- Anthony Jung (später u. a. FC Ingolstadt 04, RB Leipzig, Brøndby IF, Werder Bremen)
- David Kinsombi (später u. a. Eintracht Frankfurt, Karlsruher SC)
- Kevin Kraus (später u. a. SpVgg Greuther Fürth, 1. FC Heidenheim)
- Shawn Parker (später 1. FSV Mainz 05, FC Augsburg)
- Alexander Schwolow (später SC Freiburg, Arminia Bielefeld, Hertha BSC und FC Schalke 04)
- Panagiotis Triadis (später Skoda Xanthi)

(In Klammern die Vereine, für die der Spieler als Profi aktiv war/ist.)

### Trainerchronik
Eine chronologische Übersicht über alle Trainer des Vereins seit 1980.
| Amtszeit              | Trainer           |
| --------------------- | ----------------- |
| ..00001980–..00001983 | Karlheinz Kühn    |
| ..00001983–..00001984 | Rolf Bertram      |
| ..00001984–..00001985 | Kurt Oswald       |
| ..00001985–..00001988 | Horst Hülß        |
| ..00001988–..00001989 | Karlheinz Kühn    |
| 01.07.1989–06.08.1990 | Herbert Dörenberg |
| 11.08.1990–30.12.1990 | Klaus Fischer     |
| 08.01.1991–05.11.1991 | Hermann Hummels   |
| 06.11.1991–30.06.1992 | Karlheinz Kühn    |
| 01.07.1992–11.02.1993 | Heinz Wulf        |
| 18.02.1993–10.10.1994 | Robert Jung       |
| 10.10.1994–02.06.1995 | Max Reichenberger |
| 02.06.1995–30.06.1997 | Bruno Hübner      |

| Amtszeit              | Trainer           |
| --------------------- | ----------------- |
| 01.07.1997–12.05.1998 | Manfred Petz      |
| 12.05.1998–30.06.1998 | Bruno Hübner      |
| 01.07.1998–30.10.1999 | Martin Hohmann    |
| 01.11.1999–06.05.2000 | Werner Orf        |
| 07.05.2000–03.11.2002 | Gerd Schwickert   |
| 04.11.2002–16.10.2006 | Djuradj Vasić     |
| 17.10.2006–30.06.2007 | Christian Hock    |
| 02.07.2007–20.08.2007 | Djuradj Vasić     |
| 21.08.2007–17.12.2008 | Christian Hock    |
| 19.12.2008–23.03.2009 | Wolfgang Frank    |
| 23.03.2009–30.06.2009 | Sandro Schwarz    |
| 01.07.2009–09.02.2010 | Hans Werner Moser |
| 09.02.2010–15.02.2012 | Gino Lettieri     |

| Amtszeit              | Trainer                                 |
| --------------------- | --------------------------------------- |
| 16.02.2012–21.10.2013 | Peter Vollmann                          |
| 28.10.2013–11.04.2015 | Marc Kienle                             |
| 12.04.2015–30.06.2015 | Christian Hock (Interim)                |
| 01.07.2015–07.03.2016 | Sven Demandt                            |
| 08.03.2016–13.03.2016 | Christian Hock (Interim)                |
| 14.03.2016–05.02.2017 | Torsten Fröhling                        |
| 06.02.2017–12.02.2017 | Christian Hock (Interim)                |
| 13.02.2017–25.10.2021 | Rüdiger Rehm                            |
| 25.10.2021–07.11.2021 | Nils Döring und Mike Krannich (interim) |
| 08.11.2021–28.04.2024 | Markus Kauczinski                       |
| seit 29.04.2024       | Nils Döring                             |

## Amateure
Die zweite Mannschaft des SV Wehen Wiesbaden begann 1987 in der Kreisliga B und spielte ab 1992 durchgehend in der damaligen Landesliga, bevor 2007 der Aufstieg in die Oberliga Hessen gelang. In der Saison 2007/08 schaffte die Zweite Mannschaft als Tabellenzweiter die Qualifikation für die Regionalliga Süd, in der sie sich drei Jahre halten konnte, bis sie 2011 abstieg und ab der Saison 2011/12 in der Hessenliga spielte. Zum Saisonende 2014/15 wurde die Zweite Mannschaft vom Spielbetrieb abgemeldet.

## Jugendfußball
Die Jugendabteilung existiert seit 1955. Heute sind in neun Mannschaften (U 10 bis U 19) rund 150 Jugendliche aktiv. Die U 19 spielte in der Saison 2010/11 in der A-Junioren-Bundesliga und nach dem Abstieg ab der Saison 2011/12 wieder in der Hessenliga. 2017 stieg die U19 wieder in die Bundesliga auf. Die Mannschaft wird von dem ehemaligen SVWW-Profi Nils Döring trainiert. Die U17-Jugendmannschaft spielt in der Hessenliga. Die U15 seit 2017 in der Regionalliga und somit wie die U19 in der höchstmöglichen Spielklasse.
Seit Oktober 2016 ist Christian Wimmer Leiter des Nachwuchsleistungszentrums (NLZ) des SV Wehen Wiesbaden. Seit dessen Wechsel in das NLZ des VfL Wolfsburg ist der ehemalige NLZ-Leiter des FSV Frankfurt Armin Alexander neuer sportlicher NLZ-Leiter.

## Stadion
Heimstätte des SV Wehen Wiesbaden ist seit 2007 die Brita-Arena, die auf dem Gelände des Helmut-Schön-Sportparks an der Berliner Straße in Wiesbaden steht. Da das Stadion nicht zum Beginn der Saison 2007/08 fertiggestellt werden konnte, wurden die ersten Saisonspiele in der Commerzbank-Arena in Frankfurt ausgetragen. Im Oktober 2007 wurde die Brita-Arena eingeweiht. Mit einer Rekord-Bauzeit von nur 112 Tagen steht das Stadion im Guinnessbuch der Rekorde. Keine andere Spielstätte wurde weltweit schneller fertiggestellt. In den drei Regionalliga-Jahren von 2008 bis zum Abstieg 2011 trug auch die zweite Mannschaft ihre Heimspiele dort aus.
Aufgrund von Lizenzauflagen musste der SV Wehen Wiesbaden die Brita-Arena von 12.566 auf 15.295 Plätze nach dem Aufstieg 2019 in die 2. Bundesliga erweitern. Im Sommer 2021 wurden die Umbauarbeiten abgeschlossen.
In der Saison 2024/25 hatte das Stadion im Ligabetrieb eine Kapazität von 12.500 Plätzen. Sofern die Plätze auf der Westtribüne als Stehplätze genutzt werden, was üblicherweise nicht der Fall ist, sind es 15.056.

## Fans
Zu Beginn der Spielzeit 2007/08, also dem ersten Profifußballjahr des SV Wehen Wiesbaden, besaß der Verein nur zwei offizielle Fanclubs: Die Halbergtramps und die Psychopathen Wehen 1999. Derzeit hat der SV Wehen Wiesbaden 15 offizielle Fanclubs.
Die aktive Fanszene pflegt eine Fanfreundschaft mit den Fans des FC Ingolstadt 04.

## Sponsoren

### Ausrüster
- bis 2006: adidas
- 2007–2020: Nike
- 2020-2025: Capelli Sport[14]
- ab 2025: Erreà[15]

### Trikotsponsoren
- 2006–2007: Brita
- 2007–2009: Victor’s Residenz-Hotels
- 2011–2012: Brita yource
- 2012–2017: Brita
- 2017–2018: Brita yource
- seit 2018: Brita

In den Spielzeiten 2009/10 und 2010/11 lief der SV Wehen Wiesbaden ohne Trikotsponsor auf.

## Bemerkenswertes
Seit einiger Zeit besitzt der Verein als Maskottchen eine lebensgroße Löwenfigur namens Taunas. In diesem Namen sind sowohl der Taunus wie auch phonetisch das englische Wort town (= Stadt) enthalten. Damit will man symbolisch die Städte Taunusstein und Wiesbaden verbinden.